# Makkabi Kraków
Makkabi Kraków – żydowski klub piłkarski z Krakowa, założony w roku 1909 i działający w okresie międzywojennym, do roku 1939.

## Historia
Działacze i sportowcy tego klubu byli powiązani politycznie ze środowiskiem syjonistów. Jego założycielem i pierwszym prezesem był Henryk Leser. Oficjalna data powstania krakowskiego Makkabi to 21 lipca 1909 roku. Pierwszy statut klubu podpisano  wiosną 1911 r., wtedy również przyjęto oficjalnie nazwę klubu w formie „Żydowski Klub Sportowy Makkabi w Krakowie”. 
Pierwszą sekcją klubu była sekcja piłki nożnej, którą założono wraz z powstaniem klubu. Była to jedyna formacja krakowskiego Makkabi aż do 1911 r., kiedy powstała sekcja kolarska. W następnych latach następował stopniowy przyrost kolejnych dyscyplin, których do 1939 r. działało w ramach klubu kilkanaście, m.in. pływacka, bokserska, hippiczna czy łyżwiarska. W szczytowym okresie działalności krakowskie Makkabi zrzeszało około 2000 członków.
Głównym rywalem Makkabi był powiązany z Bundem żydowski klub Jutrzenka Kraków, a mecze tych dwóch drużyn określano „świętą wojną” jeszcze zanim przeniesiono to określenie na mecze Cracovii z Wisłą Kraków. Zdaniem Bogny Wilczyńskiej współczesna „święta wojna” stanowi wręcz zapożyczenie nazewnicze zapoczątkowane przez jednego z byłych piłkarzy Jutrzenki:

Określenie „święta wojna” jest przecież autorstwa żydowskiego zawodnika Cracovii – Ludwika Gintla, który początki swojej kariery spędził w Jutrzence. Już przez kilka lat zawodnicy Makkabi i Jutrzenki toczyli ze sobą „świętą wojnę”, gdy w 1924 r. prawy obrońca „pasów”, przed derbowym meczem z Wisłą, użył określenia w funkcjonującym do dziś kontekście.

Stadion Makkabi Kraków znajdował się pomiędzy ulicami Koletek a Dietla. Po II wojnie światowej przejął go klub Nadwiślan Kraków.
Drużyna waterpolistów przejęta w 1928 z Jutrzenki, wówczas trzykrotnego mistrza Polski, wywalczyła to trofeum jeszcze pięciokrotnie, w latach 1928–1932, a w latach 1933–1936 sięgnęła po brąz w tej dyscyplinie.
Klub podejmował próby stworzenia własnego czasopisma, czego efektem było nieregularnie wydawane pismo „Trybuna Makkabi”. 

## Makkabi Kraków w rozgrywkach w piłce nożnej
Pierwsze lata działalności założonej w 1909 r. sekcji piłkarskiej Makkabi obfitowały w trudności natury organizacyjnej i sportowej. Mimo to stopniowo zwiększały się liczba ćwiczących w klubie oraz poziom sportowy drużyny. Rozwój sekcji zatrzymał wybuch I wojny światowej, po której zakończeniu jednak drużyna piłkarska Makkabi reaktywowała swoją działalność jako część ścisłej elity piłkarskiej międzywojennego Krakowa, w pierwszym sezonie krakowskich okręgowych rozgrywek międzyklubowych zajmując 3. miejsce, za Cracovią oraz Wisłą. 
Drużyna piłki nożnej Makkabi swój największy sukces odniosła w roku 1921, zajmując drugie miejsce (za Cracovią) w krakowskiej Klasie A – był to wówczas najwyższy poziom rozgrywek w regionach. Po utworzeniu ogólnopolskiej ligi Makkabi nigdy nie awansowało do niej. Od 1922 do sierpnia 1923 szkoleniowcem Makkabi był Węgier Gyula Bíró. Już w pierwszej połowie lat 20. Makkabi rozgrywało także mecze z klubami zza granicy, m.in. z Hakoahem Wiedeń czy rumuńskim Maccabi Czerniowce. Mimo coraz wyższego poziomu sportowego drużyna Makkabi składała się wyłącznie z amatorów, dla których gra w klubie nie stanowiła głównego źródła dochodu. 
W 1929 r. Makkabi zdobyło tytuł piłkarskiego mistrza Żydowskich Klubów Sportowych w Polsce. W tym samym roku drużyna z Krakowa odnosiła sukcesy na arenie ogólnopolskiej, zwyciężając m.in. z warszawską Legią. W latach 30. Makkabi było jedyną żydowską drużyną regularnie grającą w klasie A krakowskich rozgrywek międzyklubowych.

## Łyżwiarstwo i hokej na lodzie
Działała także sekcja hokeja na lodzie Makkabi, założona w 1924 roku. uczestnicząca w okręgowych mistrzostwach Krakowa. Tor łyżwiarski klubu znajdował się na boisku na rogu ulic Koletek i Dietla i był największym obiektem tego typu przedwojennego Krakowa. W 1925 r. zawodnik Makkabi, Stieglitz, zdobył mistrzostwo Krakowa w wyścigach łyżwiarskich. Sportowcem klubu był także Bronisław Ritterman, piłkarz ręczny i wodny oraz hokeista.